# Ruoptujärvi
Ruoptujärvi eller Ruoktujävri är en sjö i Finland. Den ligger i kommunen Enare i landskapet Lappland, i den norra delen av landet, 1 000 km norr om huvudstaden Helsingfors. Ruoptujärvi ligger 231,8 meter över havet. Arean är 1,69 kvadratkilometer och strandlinjen är 8,63 kilometer lång. Sjön  ingår i Neidenälvens huvudavrinningsområde.   Den ligger vid sjön Jollamjävri. Omgivningarna runt Ruoptujärvi är i huvudsak ett öppet busklandskap.